# Trani
Trani je italské město v oblasti Apulie, od roku 2009 jedno ze tří hlavních měst Provincie Barletta-Andria-Trani. V roce 2012 zde žilo 55 819 obyvatel.

## Historie
První zmínky o městě Turenum jsou v Tabule Peutingerianě, kopii antického itineráře, která vznikla ve 13. století. Město bylo poté okupováno Langobardy a Byzantinci. První jisté zmínky o městském osídlení v Trani jsou nicméně až z 9. století.
Největší rozkvět zažilo město v 11. století, kdy se stalo sídlem biskupa namísto Canosy, zničené Saracény. Místní přístav zaznamenal velký rozvoj hlavně díky tomu, že byl výhodným místem, odkud mohly začínat křížové výpravy. V roce 1000 vydalo Trani Ordimenta Maris, které jsou dnes považovány za nejstarší námořní kodex ve středověku. V té době se ve městě usídlily rodiny z hlavních italských námořních republik (Amalfi, Pisa a Benátky); v Trani už také žila největší židovská komunita v jižní Itálii, která tvořila ekonomické jádro obyvatelstva. Trani mělo ve 12. století konzula v Benátkách i mnoha městech v severní Evropě, což dokazuje jeho význam ve středověku.

## Město a památky
Střed města je na Piazza Quercia v přístavu. Již odtud je možné vidět nejvýznamnější památku ve městě katedrálu San Nicola Pellegrino vystavěnou v letech 1150 až 1250 na základech dvou kostelů ze 7. st. Ve 13. až 14. st. byla ke katedrále přistavěna téměř 60 m vysoká kampanila (zvonice). V místech chóru v interiéru katedrály se dochovaly původní mozaikové podlahy z konce 12. st. V 50. letech minulého století byla katedrála rekonstruována. Druhou významnou památkou ve městě je pevnost Castello Svevo z let 1233 - 49. K dalším cenným historickým stavbám v Trani náleží od katedrály jižně ležící gotický palác Palazzo Caccetti z druhé pol. 15. st. a kostel Všech svatých z 12. st. Přibližně kilometr jihovýchodně od přístavu na výběžku pevniny do moře najdeme románský klášter a kostel Santa Maria di Colonna z 11. st.

### Sousední obce
Andria, Barletta, Bisceglie, Corato (BA)

## Vývoj počtu obyvatel
Počet obyvatel

## Galerie

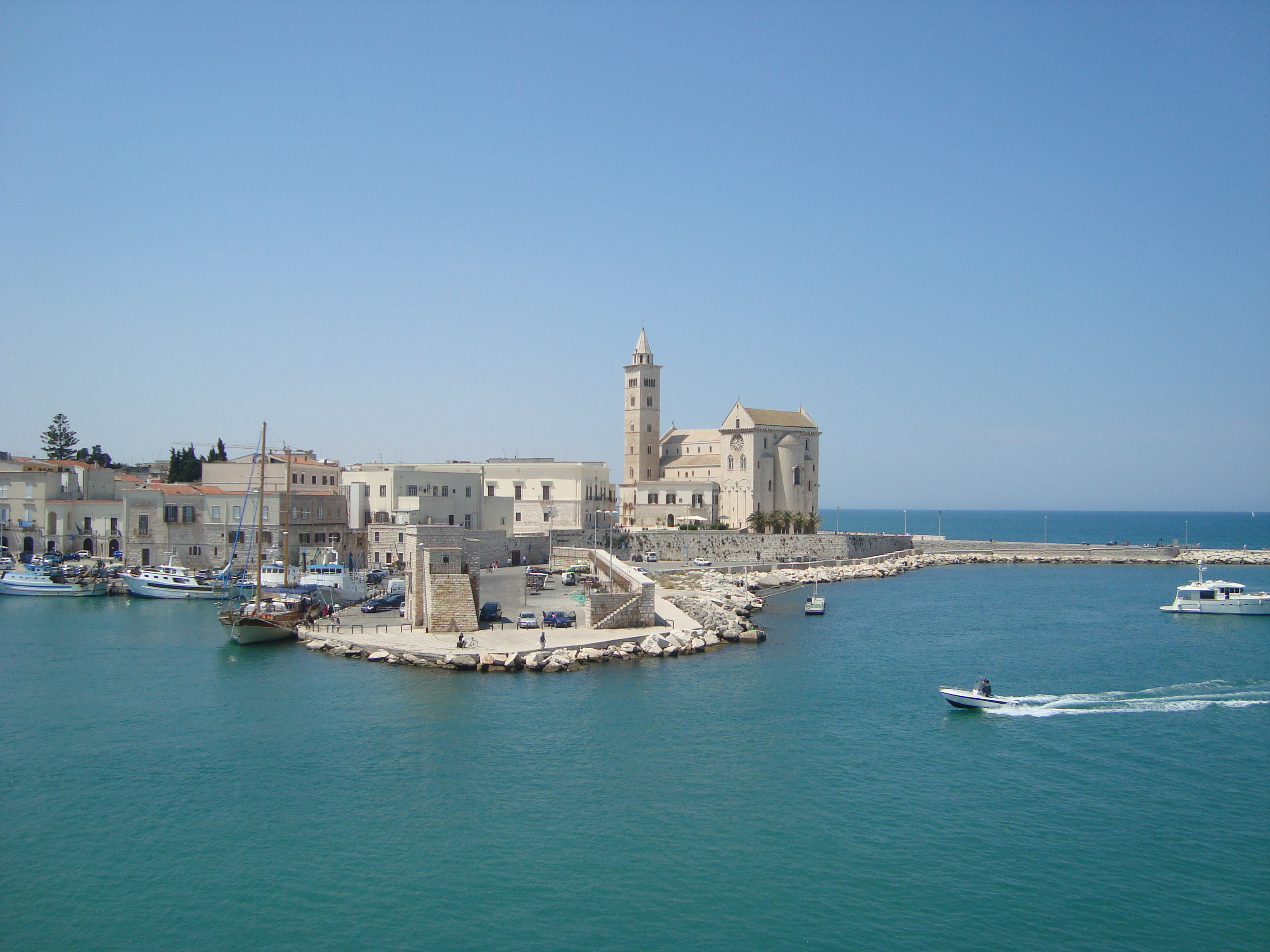
pohled na katedrálu
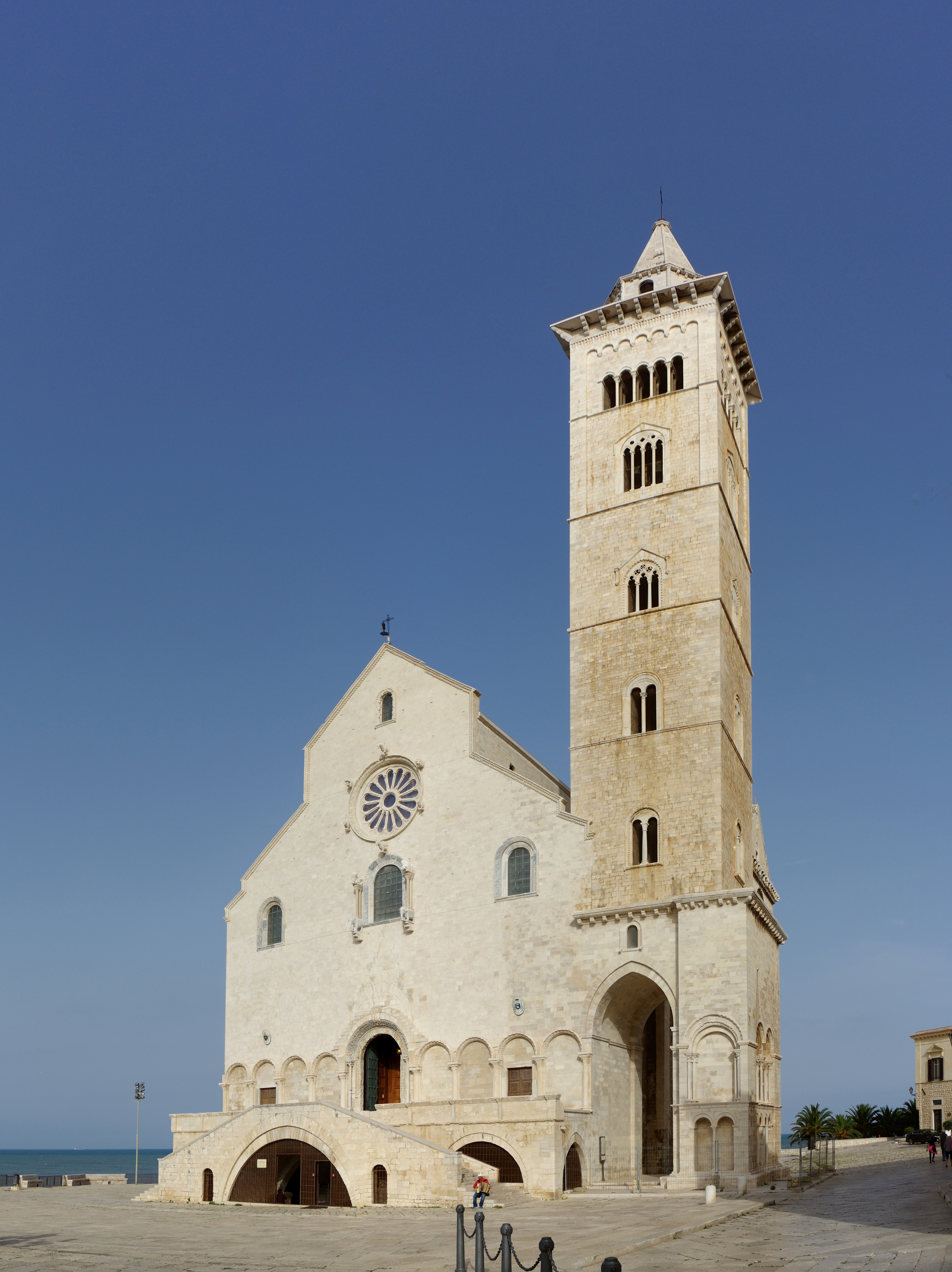
katedrála S. Nicola Pellegrino
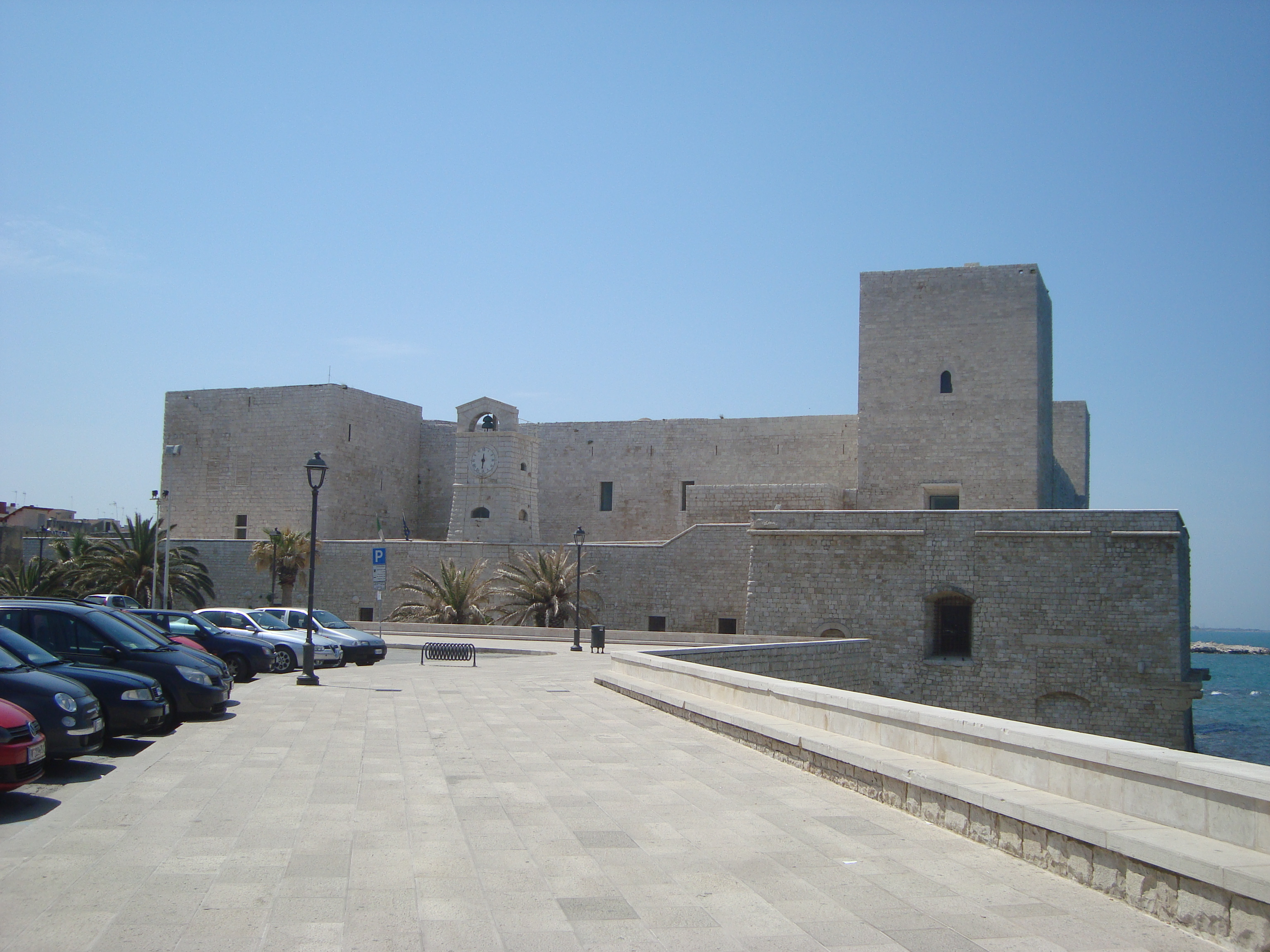
pevnost Castello Svevo
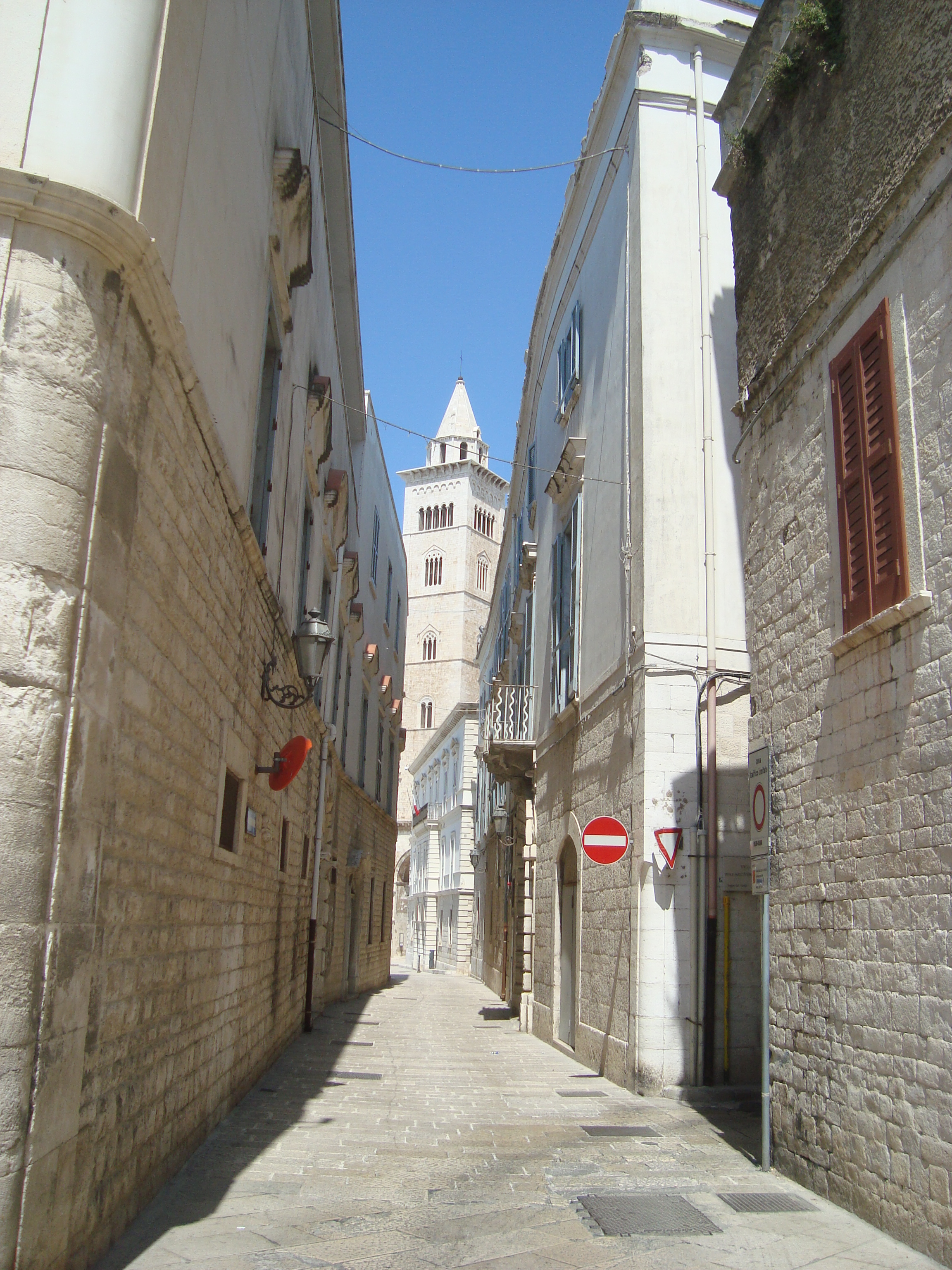
Via Beltrani, Trani
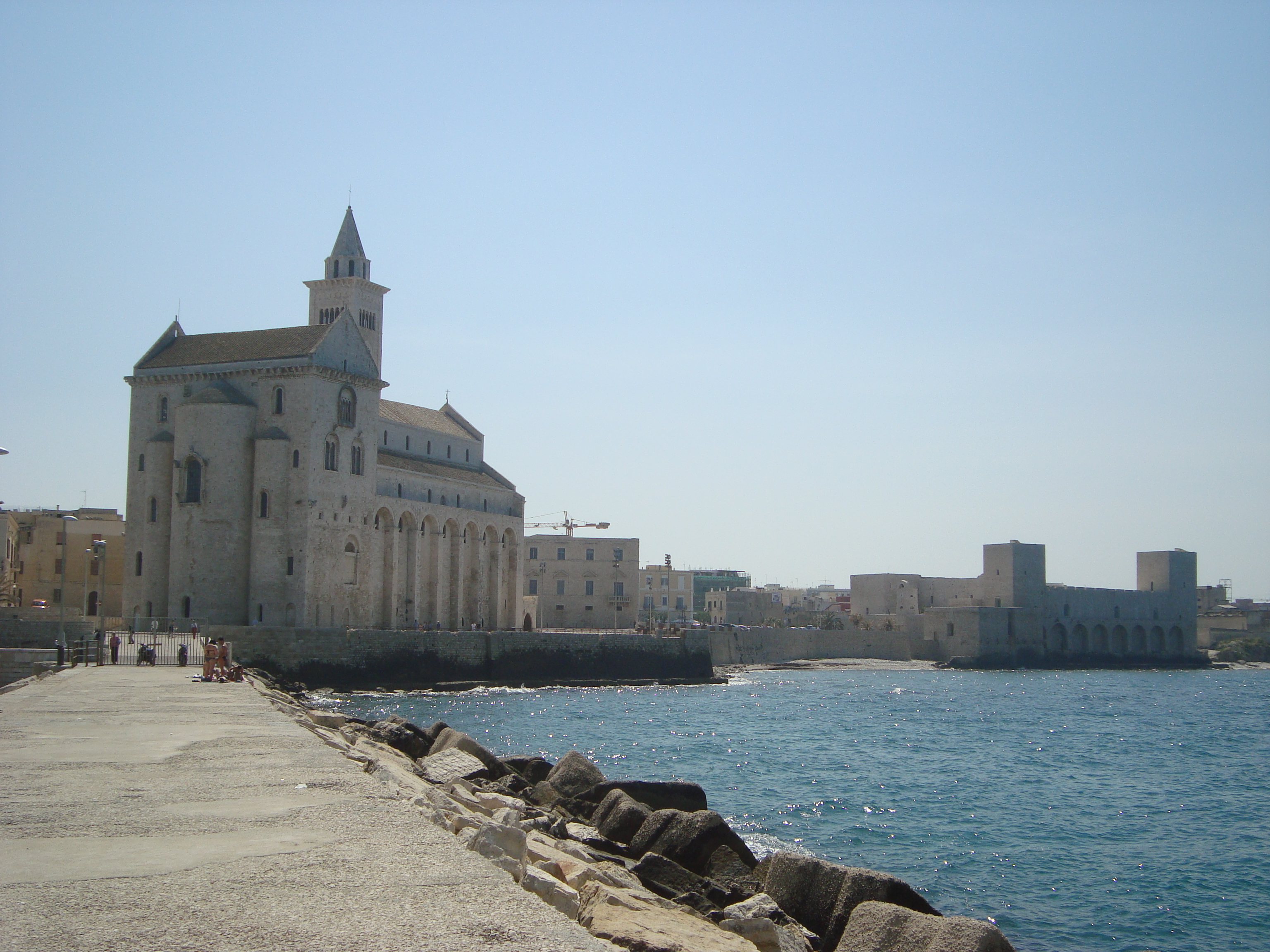
katedrála a pevnost
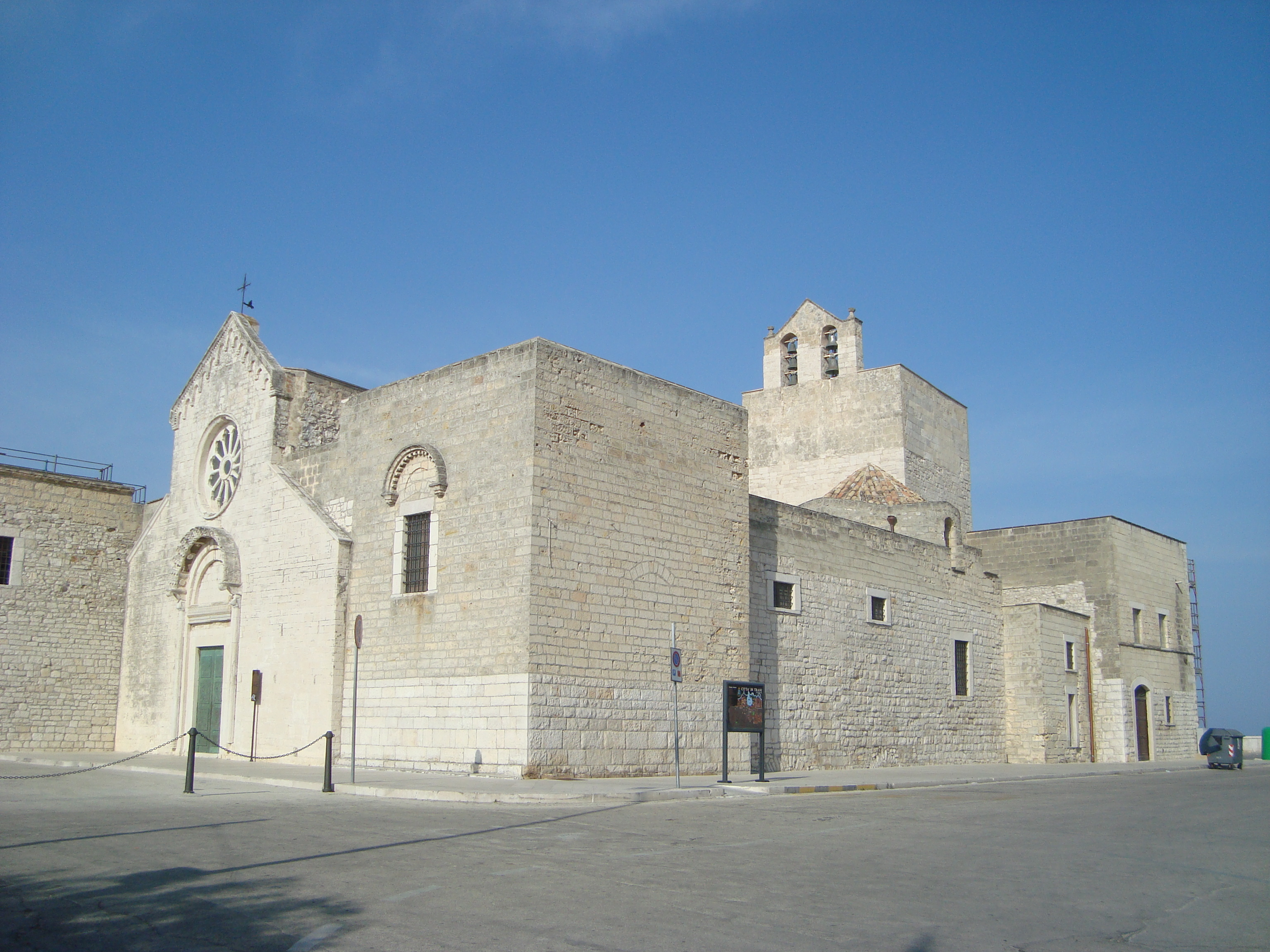
klášter Santa Maria di Colonna
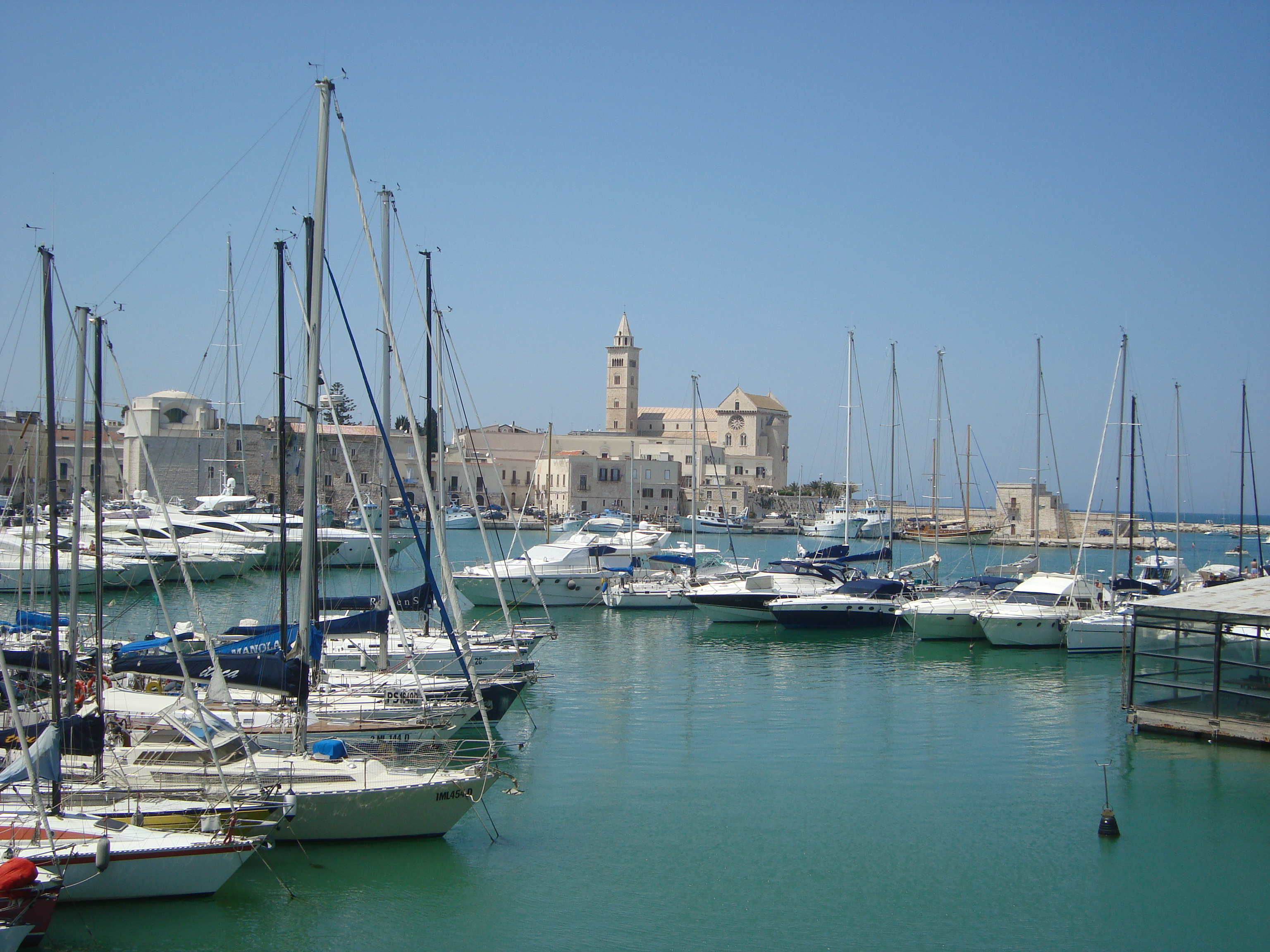
přístav

## Osobnosti města
- Fridrich II. Štaufský (1194 – 1250), císař, král německý, sicilský a titulární král jeruzalémský
- Karel I. z Anjou (1226? – 1285), sicilský, jeruzalémský a neapolský král
- Manfréd Sicilský (1231/1232 - 1266), kníže z Tarenta a sicilský král
- Benedetto Croce (1866 - 1952), filosof, historik, spisovatel a politik
- Ástor Piazzolla (1921 – 1992), argentinský hudební skladatel a hráč na bandoneóně